# Commonwealth War Graves Commission
A Commonwealth War Graves Commission (CWGC) é uma organização intergovernamental de seis estados membros independentes cuja principal função é marcar, registrar e manter os túmulos e locais de homenagem dos membros do serviço militar da Comunidade de Nações que morreram nas duas Guerras Mundiais. A Comissão também é responsável por honrar civis da Commonwealth que morreram como resultado de ações inimigas durante a Segunda Guerra Mundial. A Comissão foi fundada por Sir Fabian Ware e constituída através da Carta Real em 1917, denominada Imperial War Graves Commission. A mudança para o nome atual ocorreu em 1960.
A Comissão, como parte de seu mandato, é responsável por rememorar todos os mortos de guerra da Comunidade Britânica individual e igualmente. Para esse fim, os mortos em guerra são relembrados pelo nome em uma lápide, em um local identificado de um enterro ou em um memorial. Os mortos em guerra são tratados de maneira uniforme e igual, independentemente da posição militar ou civil, raça ou credo.
A Comissão é atualmente responsável pela atuação contínua em prol de 1,7 milhão de membros do serviço militar da Commonwealth em 153 países. Desde a sua criação, a Comissão construiu aproximadamente 2.500 cemitérios de guerra e inúmeros memoriais. A Comissão é atualmente responsável pelo cuidado de mortos de guerra em mais de 23 mil locais de sepultamento separados e pela manutenção de mais de 200 memoriais em todo o mundo. Além dos membros do serviço militar da Comunidade, a Comissão mantém, sob acordo com os governos aplicáveis, mais de 40.000 sepulturas de guerra que não são da Commonwealth e mais de 25 mil sepulturas de militares e civis que não são de guerra. A Comissão opera através do contínuo apoio financeiro dos Estados membros: Reino Unido, Canadá, Austrália, Nova Zelândia, Índia e África do Sul. O atual presidente da comissão é o príncipe Eduardo, duque de Kent.

## História

### Primeira Guerra Mundial

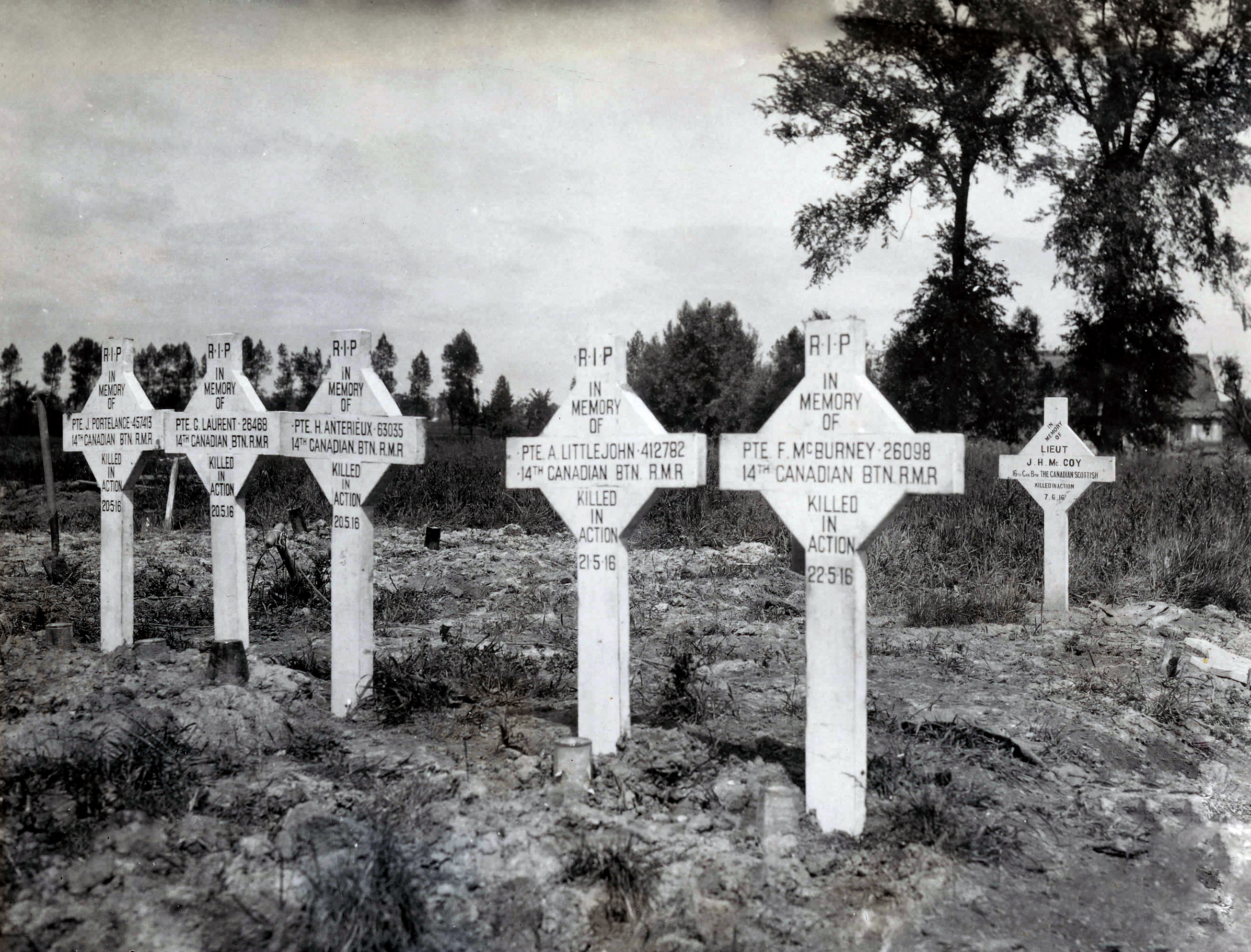
Sepulturas de guerra canadenses perto de Ypres, Bélgica. As cruzes identificam os túmulos como os dos soldados do 14º Batalhão Canadense que foram mortos durante vários dias em maio de 1916.

No início da Primeira Guerra Mundial, em 1914, Fabian Ware, diretor da Companhia Rio Tinto, descobriu que era velho demais, aos 45 anos, para ingressar no Exército Britânico. No entanto, usou a influência do presidente da Rio Tinto, visconde Milner, para se tornar o comandante de uma unidade móvel da Cruz Vermelha Britânica. Assim, chegou à França em setembro de 1914 e, apesar da falta de mecanismo oficial para documentar ou marcar a localização de sepulturas daqueles que foram mortos, sentiu-se compelido a criar uma organização dentro da Cruz Vermelha para esse fim. Em março de 1915, com o apoio de Nevil Macready, adjunto-geral da Força Expedicionária Britânica, o trabalho de Ware recebeu reconhecimento e apoio oficiais do Imperial War Office e a unidade foi transferida para o Exército Britânico como Comissão de Registro de Túmulos. A nova comissão tinha mais de 31 mil túmulos de soldados britânicos e imperiais registrados em outubro de 1915 e 50 mil registrados em maio de 1916.
Quando os cemitérios municipais começaram a transbordar, Ware iniciou negociações com várias autoridades locais para adquirir terras para outros cemitérios. O começo foi um acordo com a França para construir cemitérios conjuntos britânicos e franceses, sob o entendimento de que estes seriam mantidos pelo governo francês. Ware finalmente concluiu que não era prudente deixar as responsabilidades de manutenção apenas para o governo francês e, posteriormente, providenciou para que a França comprasse o terreno, concedesse-o perpetuamente e deixasse as responsabilidades de gerenciamento e manutenção para os britânicos. O governo francês concordou sob a condição de que os cemitérios respeitassem certas dimensões, fossem acessíveis por via pública, estivessem nas proximidades de estações de assistência médica e a localização não fosse muito perto de cidades ou vilas. Negociações semelhantes começaram com o governo belga.
Quando os relatórios do trabalho de registro de sepulturas se tornaram públicos, a Comissão começou a receber cartas de inquérito e pedidos de fotografias de sepulturas de parentes de soldados falecidos. Em 1917, 17 mil fotografias haviam sido enviadas para parentes. Em março de 1915, a Comissão, com o apoio da Cruz Vermelha, começou a enviar impressões fotográficas e informações sobre a localização do cemitério em resposta aos pedidos. A Comissão de Registro de Túmulos tornou-se a Diretoria de Registro e Consulta de Túmulos na primavera de 1916, em reconhecimento ao fato de que o escopo do trabalho começou a se estender além do simples registro de sepulturas e passou a incluir a resposta a perguntas de parentes dos mortos. O trabalho da diretoria também foi estendido para além da Frente Ocidental e para outros teatros de guerra, com unidades implantadas na Grécia, Egito e Mesopotâmia.

### Estabelecimento formal

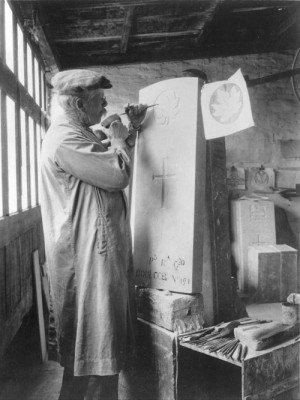
A escultura de lápides à mão levaria uma semana

Enquanto a guerra continuava, Ware e outros ficaram preocupados com o destino das sepulturas no período pós-guerra. Seguindo uma sugestão do Exército Britânico, o governo nomeou o Comitê Nacional para o Tratamento de Túmulos de Soldados em janeiro de 1916, com Eduardo, Príncipe de Gales, concordando em servir como presidente. O comitê foi criado com a intenção de assumir o trabalho da Diretoria de Registro e Consulta de Túmulos após a guerra. O governo achou que era mais apropriado confiar o trabalho a um órgão especialmente designado do que a qualquer departamento governamental existente. No início de 1917, vários membros do comitê acreditavam que uma organização imperial formal seria necessária para cuidar dos túmulos. Com a ajuda do príncipe Eduardo, Ware enviou um memorando à Conferência Imperial de Guerra em 1917, sugerindo a constituição de uma organização imperial. A sugestão foi aceita e, em 21 de maio de 1917, a Comissão Imperial de Túmulos de Guerra foi criada pela Carta Real, com o príncipe de Gales atuando como presidente,  o Secretário de Estado da Guerra Lord Derby como chairman e Ware como vice-chairman. Os compromissos da Comissão começaram com seriedade no final da Primeira Guerra Mundial. Uma vez garantidas as terras para cemitérios e memoriais, a enorme tarefa de registrar os detalhes dos mortos poderia começar. Em 1918, cerca de 587 mil sepulturas haviam sido identificadas e outras 559 mil baixas foram registradas como não tendo sepulturas conhecidas.
A escala e o alto número associado de baixas da guerra produziram uma atitude totalmente nova em relação ao tratamento dos mortos na guerra. Antes da Primeira Guerra Mundial, a atenção individual a mortos em guerra era frequentemente ad hoc e quase exclusivamente limitada a oficiais comissionados. No entanto, a guerra exigiu a mobilização de uma porcentagem significativa da população, como voluntários ou por meio de alistamento. Consequentemente, havia uma expectativa de que soldados esperassem ser individualmente tratados, mesmo que fossem membros de baixo escalão das forças armadas. Um comitê dirigido por Frederic Kenyon, diretor do Museu Britânico, apresentou um relatório à Comissão em novembro de 1918, detalhando como previa o desenvolvimento dos cemitérios. Dois elementos-chave deste relatório foram que os corpos não devem ser repatriados e que memoriais uniformes devem ser usados para evitar distinções de classe. Além do pesadelo logístico de voltar para casa em tantos cadáveres, considerou-se que o repatriamento entraria em conflito com o sentimento de fraternidade que se desenvolveu entre as fileiras em que serviram.

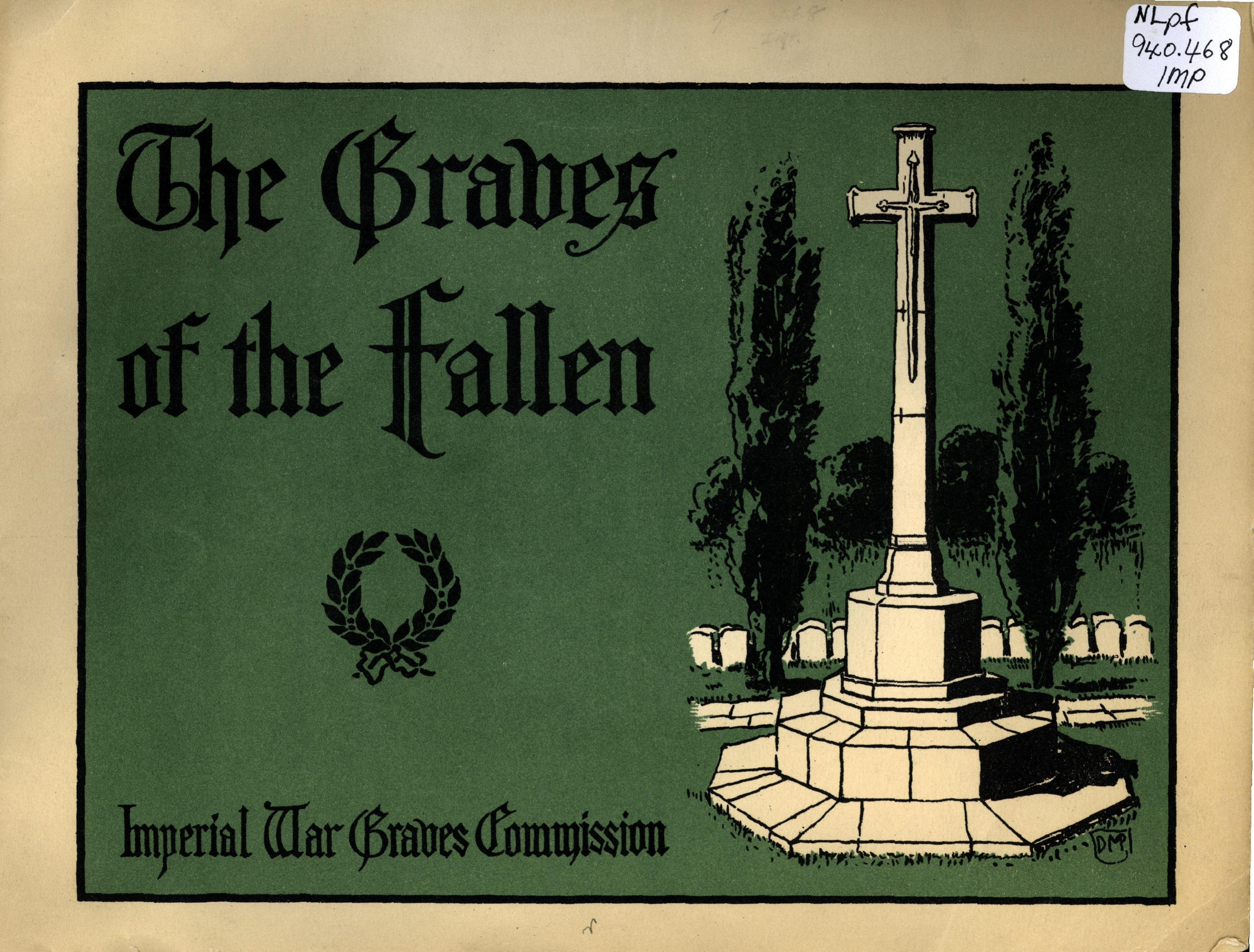
Página de rosto de Graves of the Fallen

Um artigo no The Times de 17 de fevereiro de 1919, de Rudyard Kipling, levou a proposta da Comissão a um público mais amplo e descreveu como seriam as sepulturas. O artigo intitulado War Graves: Trabalho da Comissão Imperial: A Pesquisa do Sr. Kipling foi rapidamente republicado como um livreto ilustrado, Graves of the Fallen. A publicação pretendia amenizar o impacto do relatório de Kenyon, pois incluía ilustrações de cemitérios com árvores e arbustos maduros; contrastando as paisagens sombrias retratadas nas fotos publicadas do campo de batalha. Houve um protesto público imediato após a publicação dos relatórios, particularmente no que diz respeito à decisão de não repatriar os corpos dos mortos. Os relatórios geraram discussões consideráveis na imprensa, o que levou a um acalorado debate no Parlamento em 4 de maio de 1920. Sir James Remnant iniciou o debate, seguido de discursos de William Burdett-Coutts a favor dos princípios da Comissão e Robert Cecil, a favor dos que desejam repatriamento e se opunham à uniformidade dos marcadores de túmulos. Winston Churchill encerrou o debate e pediu que a questão não fosse levada a votação. Remanescente retirou sua moção, permitindo que a Comissão realizasse seu trabalho com a garantia de apoio a seus princípios.

### Segunda Guerra Mundial

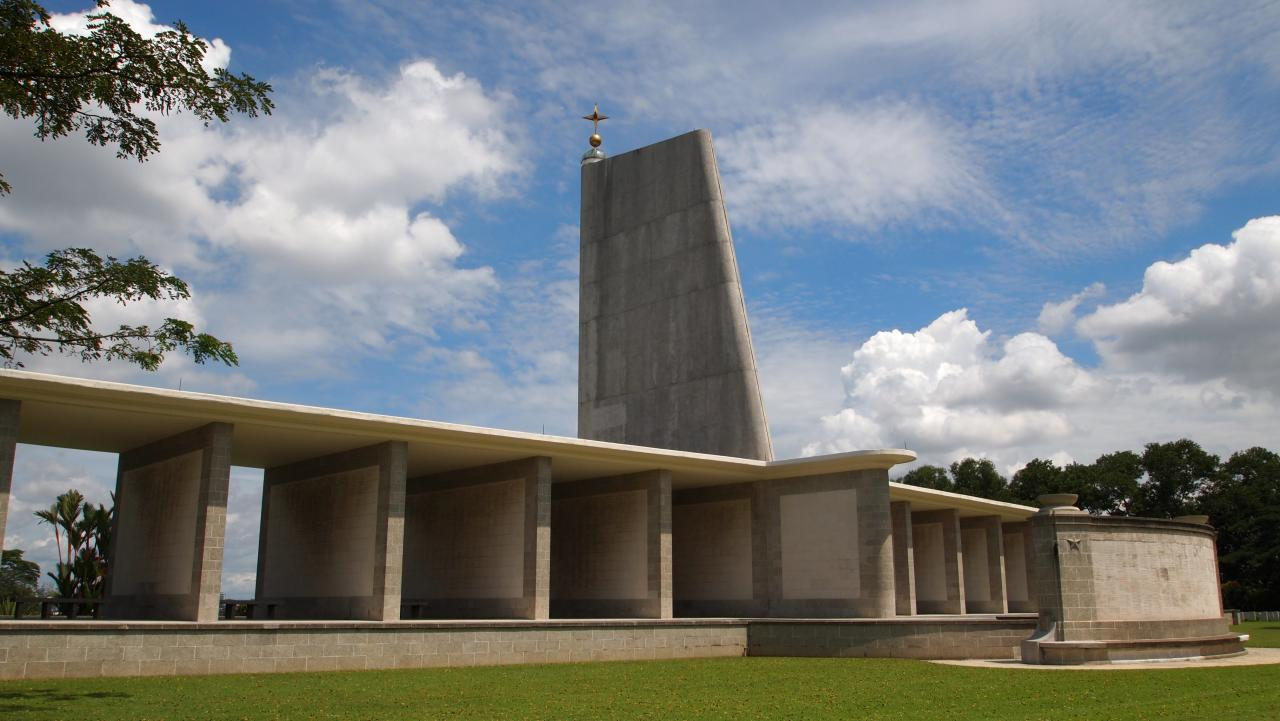
O Memorial de Guerra Kranji, um memorial da Segunda Guerra Mundial em Cingapura, abrigando 24.306 baixas

Desde o início da Segunda Guerra Mundial, em 1939, a Comissão organizou unidades de registro de túmulos e, planejando com base na experiência adquirida com a Primeira Guerra Mundial, reservou terras para uso como cemitérios. Quando a guerra começou a virar a favor dos Aliados, a Comissão pôde começar a restaurar seus cemitérios e memoriais da Primeira Guerra Mundial. Também iniciou a tarefa de sepultar as 600 mil vítimas da Commonwealth da Segunda Guerra Mundial. Em 1949, a Comissão concluiu o Cemitério de Guerra Canadense de Dieppe, o primeiro de 559 novos cemitérios e 36 novos memoriais. Eventualmente, a Comissão ergueu mais de 350 mil novas lápides, muitas da pedra Hopton Wood. A escala mais ampla da Segunda Guerra Mundial, juntamente com a escassez de mão-de-obra e a agitação em alguns países, significou que os programas de construção e restauração levaram muito mais tempo. Na Albânia, as 52 das 54 sepulturas do pessoal britânico das SOE haviam sido enterradas em Tirana antes que o major McIntosh, da base do CWGC Florence, fosse expulso pelo novo regime. Três quartos das sepulturas originais estavam em locais "difíceis" ou remotos.
Após a guerra, a Comissão implementou um programa de renovação hortícola de cinco anos que tratava da negligência em 1950. Os reparos estruturais, juntamente com o atraso das tarefas de manutenção anteriores à guerra, levaram mais dez anos para serem concluídos.
Com o aumento do número de vítimas civis em comparação com a Primeira Guerra Mundial, Winston Churchill concordou com a proposta de Ware de que a Comissão também mantivesse um registro de mortes de guerra de civis na Commonwealth. Um capítulo suplementar foi adicionado à Carta da Comissão Imperial de Túmulos de Guerra em 7 de fevereiro de 1941, habilitando a organização a coletar e registrar os nomes de civis que morreram por ação inimiga durante a Segunda Guerra Mundial, o que resultou na criação do Civilian War Dead Roll of Honour. O hall acabou contendo os nomes de quase 67 mil civis. A Comissão e o decano de Westminster chegaram a um acordo de que o hall acabaria sendo colocado na abadia de Westminster, mas não até que estivesse completo e as hostilidades terminassem. A Comissão entregou os seis primeiros volumes ao reitor em 21 de fevereiro de 1956. Adicionou o volume final à mostra em 1958.

### Período após a Segunda Guerra Mundial

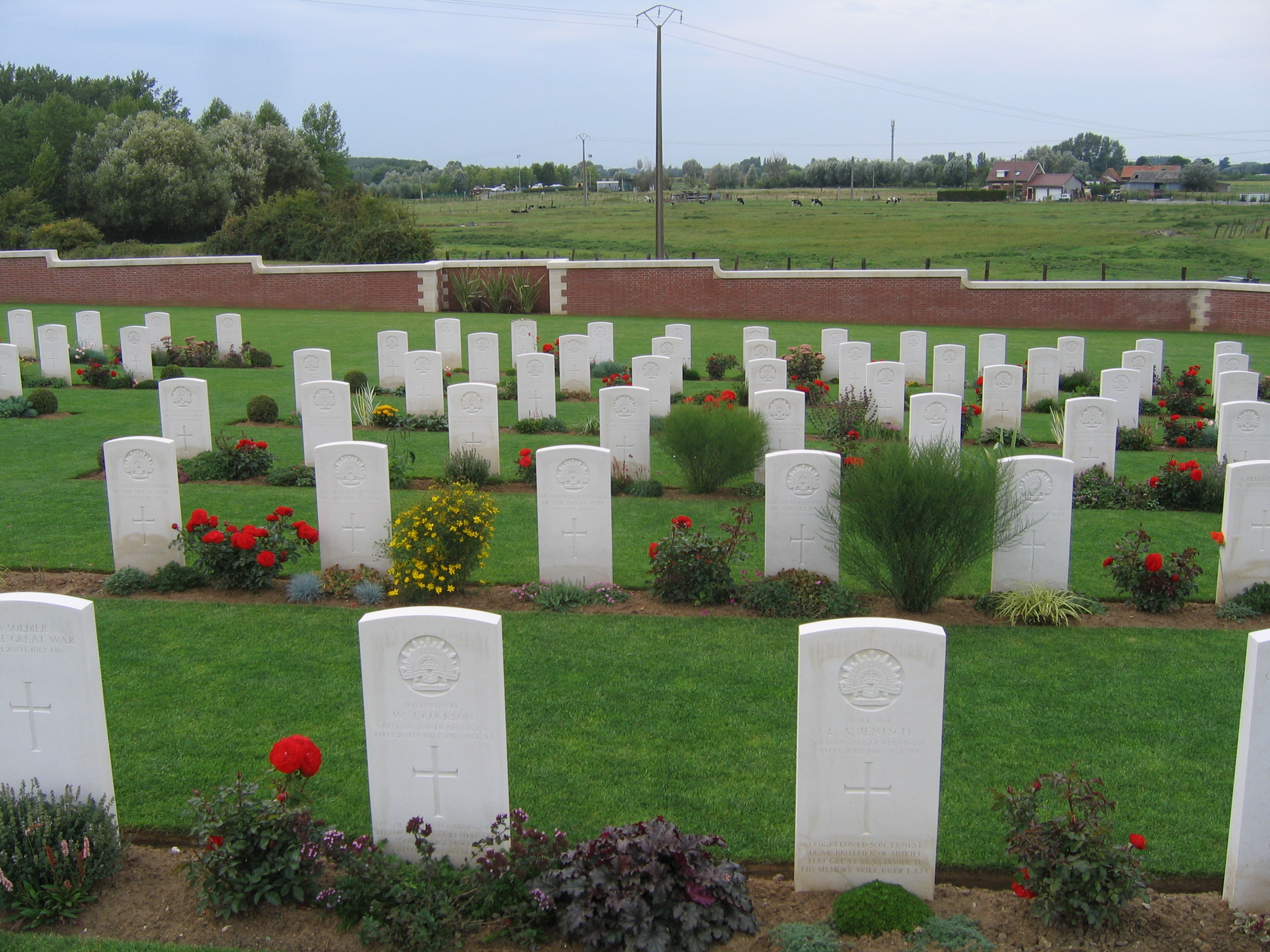
Cemitério militar de Fromelles (Pheasant Wood), o mais recente cemitério dedicado

Após a Segunda Guerra Mundial, a Comissão reconheceu que a palavra "Imperial" em seu nome não era mais apropriada. No espírito de fortalecer sentimentos nacionais e regionais, a organização mudou seu nome para Commonwealth War Graves Commission em 1960.
Às vezes, conflitos mais recentes impossibilitaram a Comissão de cuidar de cemitérios em uma determinada região ou resultaram na destruição de locais. O cemitério indiano de Zehrensdorf, na Alemanha, foi desleixado após o final da Segunda Guerra Mundial e até a reunificação alemã, porque estava localizado em uma área ocupada por forças russas e não foi totalmente reconstruído até 2005. A Guerra dos Seis Dias e a Guerra de Atrito resultaram na destruição do Memorial Port Tewfik e do Memorial Aden e na morte de um jardineiro da Comissão no Cemitério do Memorial de Guerra de Suez. Durante a Guerra Civil Libanesa, dois cemitérios em Beirute foram destruídos e tiveram que ser reconstruídos. A manutenção de sepulturas e memoriais de guerra no Iraque continua difícil desde a Guerra do Irã-Iraque na década de 1980, sendo a manutenção regular impraticável desde a Guerra do Golfo.
A Comissão também continua a apoiar as sepulturas de guerra fora do seu mandato tradicional. Em 1982, o Ministério da Defesa britânico solicitou a assistência da Comissão para projetar e construir cemitérios nas Ilhas Malvinas para os mortos durante a Guerra das Malvinas. Embora esses cemitérios não sejam cemitérios da Commonwealth War Graves Commission, a Comissão gerencia as responsabilidades administrativas por eles. Desde 2005, a Comissão realiza tarefas de gerenciamento semelhantes em nome do Ministério da Defesa britânico para cemitérios e sepulturas de soldados britânicos e imperiais que morreram durante a Segunda Guerra dos Bôeres. Em 2003, o Departamento de Assuntos dos Veteranos do Canadá contratou a Comissão para desenvolver uma abordagem para localizar marcadores de túmulos pelos quais o Ministro é responsável. A partir de 2011, a Comissão conduz um programa de inspeção cíclica de doze anos dos marcadores de veteranos canadenses instalados às custas do governo do Canadá.
Em 2008, uma escavação exploratória descobriu valas comuns na beira de Pheasant Wood, fora de Fromelles. Duzentos e cinquenta corpos britânicos e australianos foram escavados em cinco valas comuns que foram enterradas no recém-construído cemitério militar de Fromelles (Pheasant Wood). Este foi o primeiro novo cemitério da comissão em mais de 50 anos, tendo sido construídos os últimos cemitérios após a Segunda Guerra Mundial.